# Le Grand-Serre
Le Grand-Serre é uma comuna francesa na região administrativa de Auvérnia-Ródano-Alpes, no departamento de Drôme. Estende-se por uma área de 24,74 km². Em 2010 a comuna tinha 965 habitantes (densidade: 39 hab./km²).